# Augstenberg (Silvretta)
Der Augstenberg (auch Augstenspitzen), rätoromanisch im Idiom Vallader Piz Blaisch Lunga, ist ein mehrgipfliges, teils vergletschertes, etwa 3230 m hohes Bergmassiv in der Silvretta, das direkt auf der Grenze zwischen Österreich und der Schweiz bzw. Tirol und Graubünden liegt. Der Großteil des Gebirgsstocks liegt auf Tiroler Gebiet und gehört zur Gemeinde Galtür, der übrige Bereich befindet sich in Graubünden und gehört zur Gemeinde Scuol.

## Höhe
Zur Höhe des Augstenbergs gibt es unterschiedliche Angaben: Während in Österreich die Höhe mit 3228 m ü. A. angegeben wird, so beträgt die entsprechende Höhenangabe in der Schweiz 3230 m ü. M. 220 m südlich des Nordgipfels (Hauptgipfel) befindet sich der 3224,7 m ü. M. hohe Südgipfel.

## Lage und Umgebung

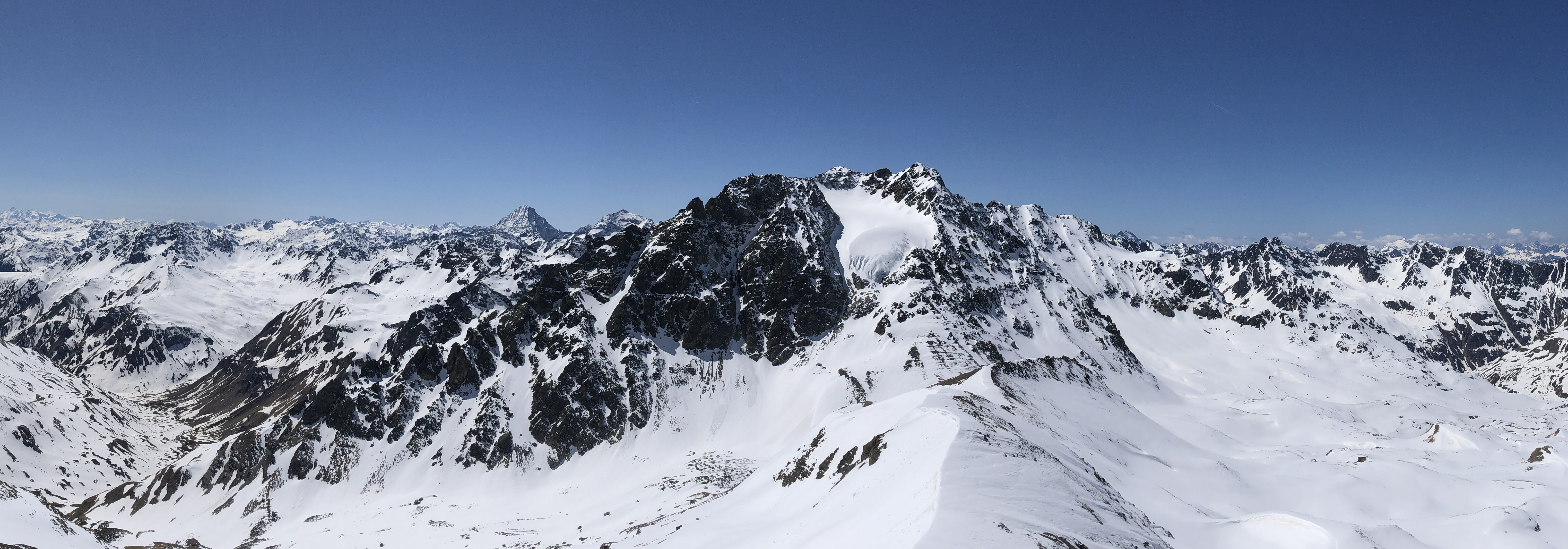
Augstenbergstock Gesamtansicht – mittig der Hängegletscher Vadret da Futschöl, links daneben Piz Futschöl, oberhalb Südgipfel des Piz Blaisch Lunga (Augstenberg), rechts daneben der Nordgipfel des Piz Blaisch Lunga (Augstenberg), weiter rechts die Augstenköpfe und der Pfannknecht, unterhalb vom Gletscher mittig der Futschölpass, rechts das breite Futschöltal (Tirol), links das Val Urschai (Graubünden)

Der Augstenbergstock ist ein teils vergletschertes Bergmassiv, das zwischen dem Jamtal (Tiroler Seite) bzw. Val d'Urezzas (Graubündner Seite) und dem Futschöltal (Tiroler Seite) bzw. Val Urschai (Graubündner Seite) liegt. Westlich wird der Augstenbergstock durch das Urezzasjoch (Übergang des Jamtals in das Val d' Urezzas) am Jamtalferner begrenzt, östlich durch den Futschölpass (Übergang mit markiertem Wanderweg vom Futschöltal in das Val Urschai). Nördlich befindet sich an der Einmündung des Futschöltals in das Jamtal die Jamtalhütte, südlich laufen das Val Urschai und das Val d'Urezzas zusammen. Der Nordgipfel des Piz Blaisch Lunga (Augstenberg) liegt direkt auf der Grenze, der mit 3224 m niedrigere Südgipfel dagegen komplett auf Schweizer Gebiet. Östlich der beiden Gipfel befindet sich der Hängegletscher Vadret da Futschöl, südwestlich der Chalausferner, nördlich der Obere Augstenferner bzw. die Reste des Futschölferners, südlich der Gletscher Vadret da Chalaus. 
Direkt westlich schließen sich die etwas niedrigeren Gipfel Nördliche Chalausspitze bzw. Signalspitze an, es folgt die Südliche Chalausspitze getrennt durch die Fuorcla Chalaus (Chalausscharte), schließlich folgen im Weiteren die Chalausköpfe und die Gemsspitze, erst danach fällt die Bergkette deutlich zum Urezzasjoch hin ab, nördlich liegen die Augstenköpfe und der Pfannknecht, südöstlich der Piz Futschöl, südwestlich der Piz Urschai.

## Wortbedeutung
„Augsten“ stammt vermutlich vom Monatsnamen August (lateinisch augustus) ab und weist auf die eingeschränkte Möglichkeit der Bewirtschaftung der Hänge durch Heuen oder Viehtrieb, eben meist nur im Monat August, hin.
Das rätoromanische Blaisch Lunga bedeutet etwa langer, weiter Abhang. Piz bedeutet Spitze, Zacke, Zinke.

## Besteigung

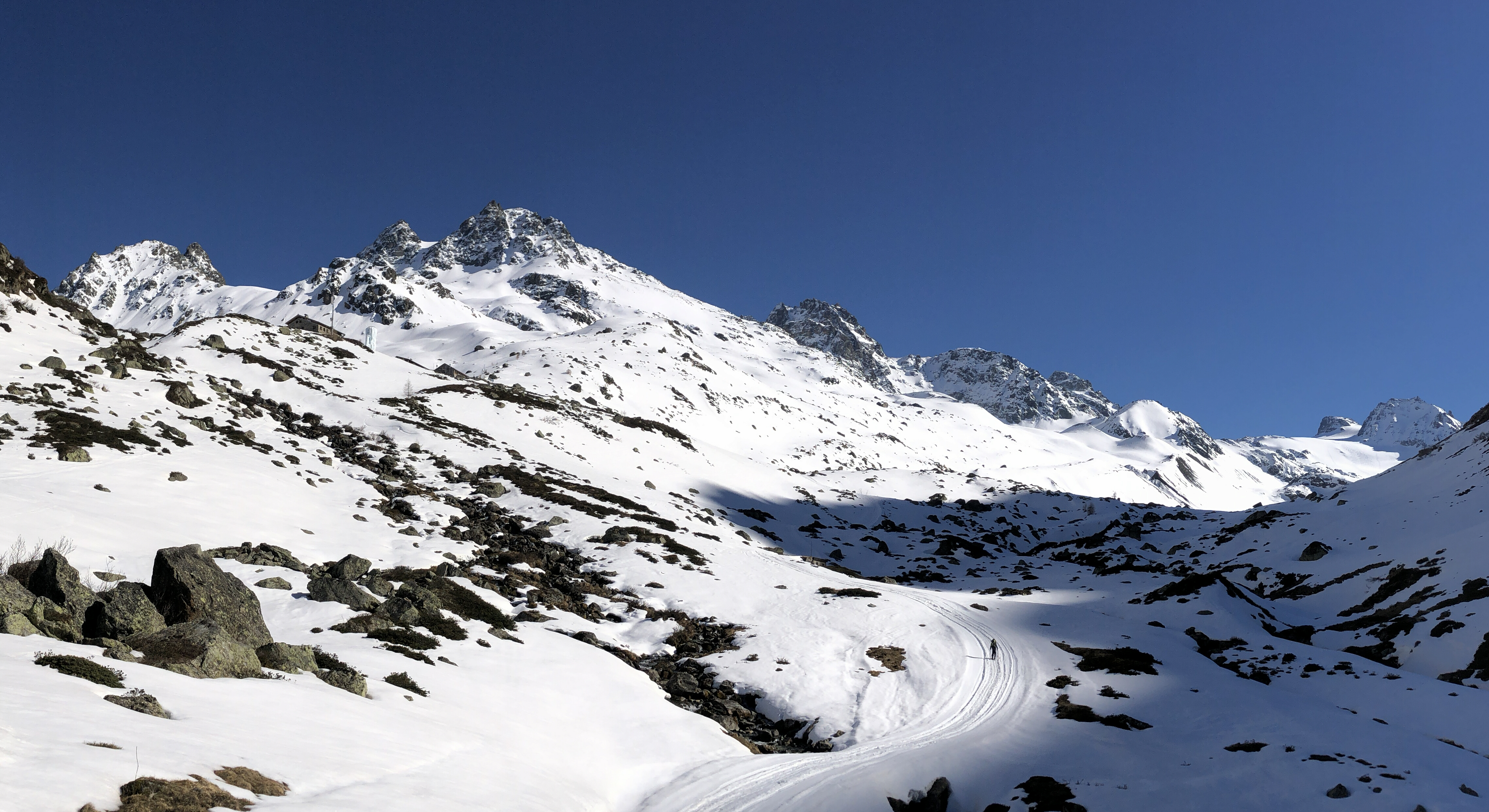
Oberes Jamtal mit Jamtalhütte (links), Pfannknecht (ganz links), Augstenköpfe, Nördliche Chalausspitze/Signalspitze, Chalausferner, Südliche Chalausspitze, Gamsspitze, Jamtalferner sowie Hintere und Vordere Jamspitze (von links nach rechts), von der Jamtalhütte verläuft der im Bild sichtbare Teil der Aufstiegsroute (Normalweg) hinauf zur Anhöhe Steinmannli und weiter über Terrassen und Mulden querend zum Chalausferner

Der Berg kann im Winter als anspruchsvolle hochalpine Skitour mit längerem Gletscherkontakt begangen werden. Die Route führt aus dem oberen Jamtal über den Chalausferner (von der Jamtalhütte kann der Gletscher auch über das Steinmannli direkt erreicht werden) und zuletzt kurz sehr steil und anspruchsvoll zu Fuß durch eine Felspassage auf die Fuorcla da Chalaus (3003 m ü. A.), auf welcher man Schweizer Territorium erreicht. Von der Scharte fährt man etwa 40 bis 50 Höhenmeter schräg in das weite Becken des Gletschers Vadret da Chalaus südlich der Nördlichen Chalausspitze hinab und steigt dann den steilen Westhang des Augstenberges zuletzt durch felsiges Gelände zu dessen Süd- oder Nordgipfel hinauf.
Im Sommer ist der Aufstieg zum Piz Blaisch Lunga im Rahmen einer Hochtour (Gletscherausrüstung erforderlich) möglich, der erste Teil der Route ab der Jamtalhütte verläuft bis zum Steinmannli auf markiertem Wanderweg, danach quert man weiter Richtung Gletscher auf Steigspuren, die mit Steinmännern markiert sind, bis man mit dem Aufstieg über den Chalausferner beginnt (Vorsicht Spaltenzonen), den man in einem weiten rechts-links-Bogen begeht, bis man über ein Firnfeld die Felspassage kurz unter der Scharte erreicht (leichte Kletterei). Von der Fuorcla Chalaus steigt man einfacher ab zum Gletscher Vadret da Chalaus, den man Richtung Osten überquert, dann weiter über Schuttflächen, wo sich der felsige Gipfelanstieg zum Nord- bzw. Südgipfel anschließt.

## Aussicht

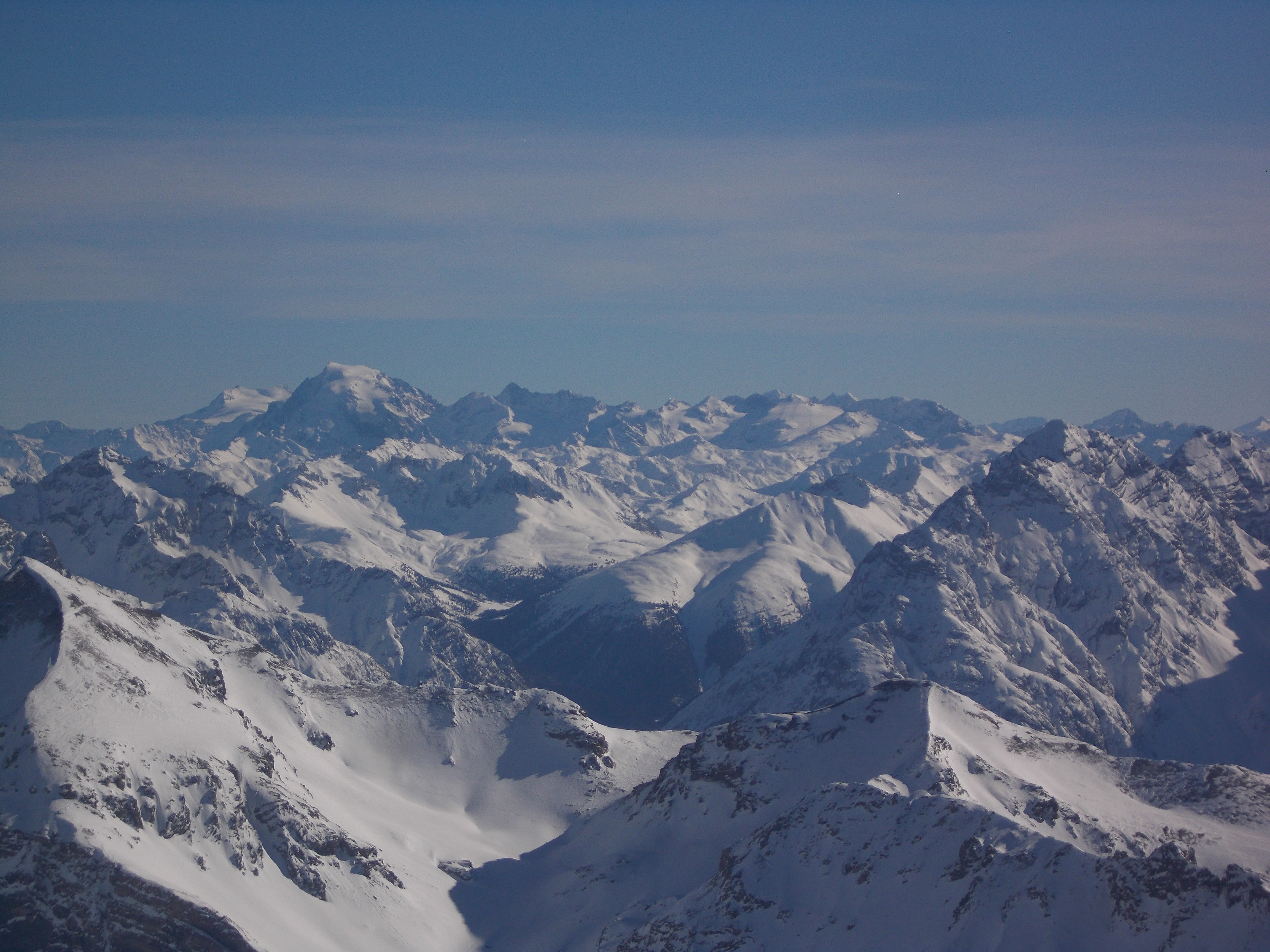
Blick vom Augstenberg auf die Ortlerberge

Der Augstenberg ist ein Aussichtsgipfel erster Güte. Diese reicht im Westen bei guter Sicht bis zu den Berner Alpen (Aletschhorn, 175 km, Fiescherhörner, Lauteraarhorn, Schreckhorn) und zum 187 km entfernten Weissmies im Wallis. Markant im Südwesten ist die Berninagruppe mit dem Piz Bernina sichtbar. Im Süden schaut man auf das Ortlermassiv, und im Osten auf die Ötztaler Alpen in nahezu ihrer gesamten Nord-Süd-Ausdehnung. Im Norden sind die Berge des Verwall, sowie rechts davor dominant das 3380 m hohe Fluchthorn, sichtbar.